# スビアコ・オーバル
スビアコ・オーバル（Subiaco Oval）は、西オーストラリア州スビアコに所在するしていた多目的スタジアム。
スタジアムは1908年にオープン。ミューラー公園とパース・モダン・スクールの間に当スタジアムはあった。キャパシティは45000人収容で、オージーフットボールやラグビーユニオンの試合が中心である。2003年にはラグビーワールドカップの会場として使用された。
西オーストラリア政府は2018年までに6万人収容のパース・スタジアムが建設、スタジアムはパース・スタジアム完成後に閉鎖された。跡地には高校が建設予定。